# HD32145
HD32145 — хімічно пекулярна зоря спектрального класу B7, що має видиму зоряну величину в смузі V приблизно  7,2.
Вона  розташована на відстані близько 1083,6 світлових років від Сонця.

## Фізичні характеристики
Телескоп Гіппаркос зареєстрував фотометричну змінність  даної зорі з періодом    2,42 доби в межах від  Hmin= 7,22 до  Hmax= 7,18.

## Пекулярний хімічний вміст
Зоряна атмосфера HD32145 має підвищений вміст 
Si
.